# Unia Wspólnot w Kurdystanie

Flaga koalicji

Unia Wspólnot w Kurdystanie (kurdyjski: Koma Civakên Kurdistanê) – koalicja ugrupowań kurdyjskich.

## Historia
Utworzona została w 2005 roku. Do koalicji należą Partia Pracujących Kurdystanu, Partia Unii Demokratycznej, Partia Wolności Kurdystanu i Partia Demokratycznej Drogi Kurdystanu.